# مصر في الألعاب البارالمبية الصيفية 2012
شاركت مصر في الألعاب البارالمبية الصيفية 2012 التي بدأت في 29 أغسطس وانتهت في 9 سبتمبر 2012 في لندن، المملكة المتحدة.

## الميداليات والحاصلين عليها
حصلت مصر على 15 ميدالية:
- 4 ذهبية .
- 4 فضية .
- 7 برونزية.

### الميداليات الذهيبة
حصل من مصر على الميداليات الذهبية:
1. شريف عثمان رفع الأثقال وزن تحت 56 كجم
2. هاني عبد الهادي رفع الأثقال وزن تحت 90 كجم
3. محمد الديب رفع الأثقال وزن تحت 100 كجم
4. فاطمة عمر رفع الأثقال وزن تحت 56 كجم.[1]

### الميداليات الفضية
حصل من مصر على الميداليات الفضية:
1. أحمد إبراهيم عبد الوارث رمي الكرة الحديدية .
2. محمد صبحي رفع الأثقال وزن تحت 75 كجم.
3. راندا محمود رفع الأثقال وزن تحت 82 كجم
4. هبة أحمد رفع الأثقال وزن فوق 83.5 كجم .

### الميداليات البرونزية
حصل على الميدالية البرونزية من مصر:
1. مطاوع أبو الخير في رمي القرص
2. سامح صالح في تنس الطاولة من الفئة الرابعة وأبطال
3. طه عبد المجيد رفع الأثقال وزن تحت 48 كجم
4. شعبان إبراهيم رفع الأثقال وزن تحت 5.67 كجم
5. متولي مطاوع رفع الأثقال وزن تحت 83.5 كجم
6. أمل محمود رفع الأثقال وزن تحت 60 كجم.
7. رائد صلاح الذي حصل على ميدالية برونزية في رمي الرمح.

## الترتيب العالمي
حصلت مصر على المرتبة 28 عالميا، وتونس المرتبة الـ14 عالميا، والجزائر المرتبة الـ26 عالميا من حيث الدول التي أحرزت أكبر عدد من الميداليات في البطولة، وتحتل الصين صدارة الترتيب برصيد 231 ميدالية بواقع 95 ذهبية , و71 فضية , و65 برونزية، وتليها في المركز الثاني روسيا برصيد120 ميدالية بواقع 36 ذهبية , 38 فضية , 28 برونزية، وتأتي بريطانيا في المركز الثالث برصيد102 ميدالية بواقع , 34 ذهبية , 43 فضية , 43 برونزية، ثم أوكرانيا رابعا، وأستراليا خامسا، والولايات المتحدة الأمريكية سادسا .

## الترتيب العربي
احتلت مصر المركز الثالث على مستوى الدول العربية , برصيد 15 ميدالية بواقع 4 ميداليات ذهبية و4 فضية و7 ميداليات برونزية في دورة الألعاب البارالمبية، وتأتي تونس في المركز الأول عربياً, بعد أن حققت 19 ميدالية، بواقع 9 ذهبيات و 5 فضيات و 5 برونزيات، وتأتي الجزائر في المركز الثاني برصيد 19 ميدالية، بواقع 4 ذهبيات و 6 فضيات و 9 برونزيات.

## مقالات ذات صلة
- ماهر عزت مدرب فريق رفع الأثقال في دورة الألعاب البارالمبية الصيفية 2012.
- مصر في الألعاب الأولمبية الصيفية 2012.